# ینس سالسن
ینس سالسن (انگلیسی: Jens Salvesen; ۸ سپتامبر ۱۸۸۳ – ۲۱ سپتامبر ۱۹۷۶) بازیکن فوتبال، قایقران قایق بادبانی، و تنیس‌باز اهل نروژ بود.